# Jennifer Tilly
Jennifer Tilly, född 16 september 1958 i Harbor City, Los Angeles, Kalifornien, är en amerikansk skådespelare som nominerades till en Oscar för bästa kvinnliga biroll för rollen som Olive Neal i filmen Kulregn över Broadway av Woody Allen från 1994.
Jennifer Tilly är också pokerspelare och har bland annat vunnit en turnering för damer på World Series of Poker 2005. Hon är tillsammans med den professionella pokerspelaren Phil Laak. Hon har tidigare varit gift med Sam Simon (både Laak och Simon har medverkat i High Stakes Poker).
Tilly är äldre syster till skådespelerskan Meg Tilly.

## Filmografi
- 1984 - No Small Affair
- 1985 - Moving Violations
- 1987 - Remote Control
- 1987 - Inside Out
- 1987 - He's My Girl
- 1988 - Johnny Be Good
- 1988 - Rented Lips
- 1988 - Snacka om spöken
- 1989 - Far From Home (film)
- 1989 - Let It Ride
- 1989 - The Fabulous Baker Boys
- 1991 - The Doors
- 1991 - Scorchers
- 1992 - Shadow of the Wolf
- 1993 - Key West (TV)
- 1993 - The Webbers (TV)
- 1993 - Heads (TV)
- 1993 - Made in America
- 1994 - Double Cross
- 1994 - Kulregn över Broadway
- 1996 - Bound
- 1997 - Liar Liar
- 1998 - Bride of Chucky
- 2000 - The Crew
- 2001 - Monsters, Inc.
- 2003 – Happy End
- 2003 – Hollywood North
- 2003 - Spökhuset
- 2004 - Seed of Chucky
- 2005 - Tideland
- 2006 - The Initiation of Sarah
- 2008 - Deal
- 2013 - Curse of Chucky